# Recumbent Stone Circle

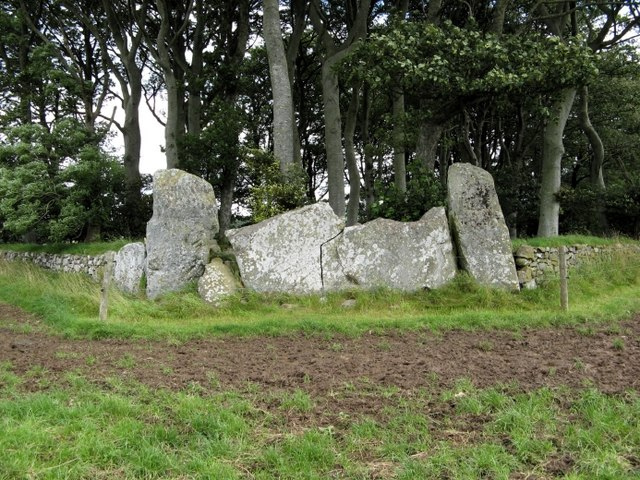
Merkmal der RSC – der „liegende Stein“ begleitet von zwei „Flankensteinen“

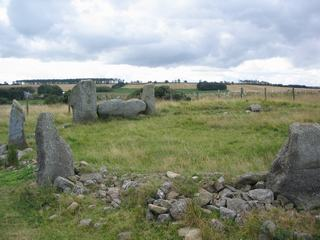
Strichen, ein typischer Recumbent Stone Circle

Die Recumbent Stone Circles (ungefähr Kreise mit liegendem Stein) sind megalithische Steinkreise. Sie kommen in über 100 Exemplaren in der Grafschaft Aberdeenshire in Schottland vor, besonders häufig sind sie um den Bennachie, wo auch die ältesten zu finden sind. Merkmal der Recumbent Stone Circles (RSC) ist ein „liegender Stein“ begleitet von zwei stehenden, hohen, oft spitz zulaufenden „Flankensteinen“, die sich an der Peripherie des Kreises oder nahe dem Kreis befinden. Einzelne Elemente der Anlagen datieren ab 3900 v. Chr., während die Steinkreise selbst wohl vor allem im Endneolithikum errichtet wurden. Die Nutzung setzt sich bis in die beginnende Bronzezeit (1500 v. Chr.) fort.
Zu Beginn des 21. Jahrhunderts hat sich vor allem Richard Bradley um die Erforschung dieser Fundgattung in Schottland verdient gemacht. Er grub Tomnaverie (1999), Cothiemuir Wood und Aikey Brae (beide 2001) aus und schreibt den Kreisen eine lunare Orientierung zu.

## Kennzeichen
Die Steinkreise mit liegendem Stein umfassen meist zwischen acht und 13 Steine, von denen die aufrecht stehenden der Größe nach geordnet sind, mit den größten Steinen im Süden oder Südwesten. Dort liegt ein meist sehr massiver Stein flach auf dem Boden, begleitet von zwei hohen Steinen rechts und links von ihm. Teilweise stehen die Steine in einem Erdwall. Im Innern des Walles befinden sich oft die Reste eines Steinhügels. Die Abgrenzung zu den Clava-Gräbern am Moray Firth ist nicht immer klar. Die Steine zeigen meist große Farbkonstraste.

von
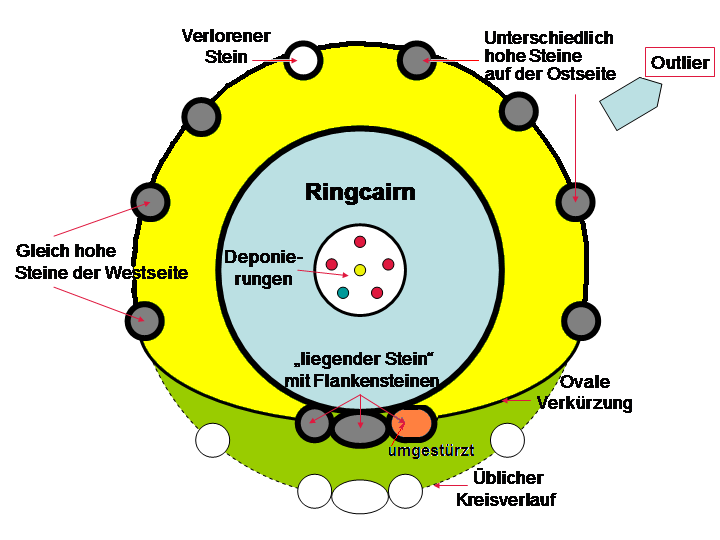
Prinzipskizze des Steinkreises Nine Stanes in Aberdeenshire
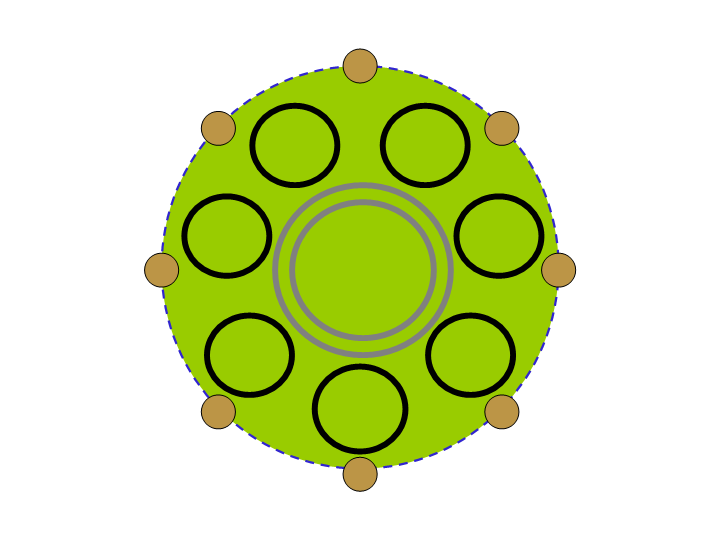
Der untypische Steinkreis von Cullerlie
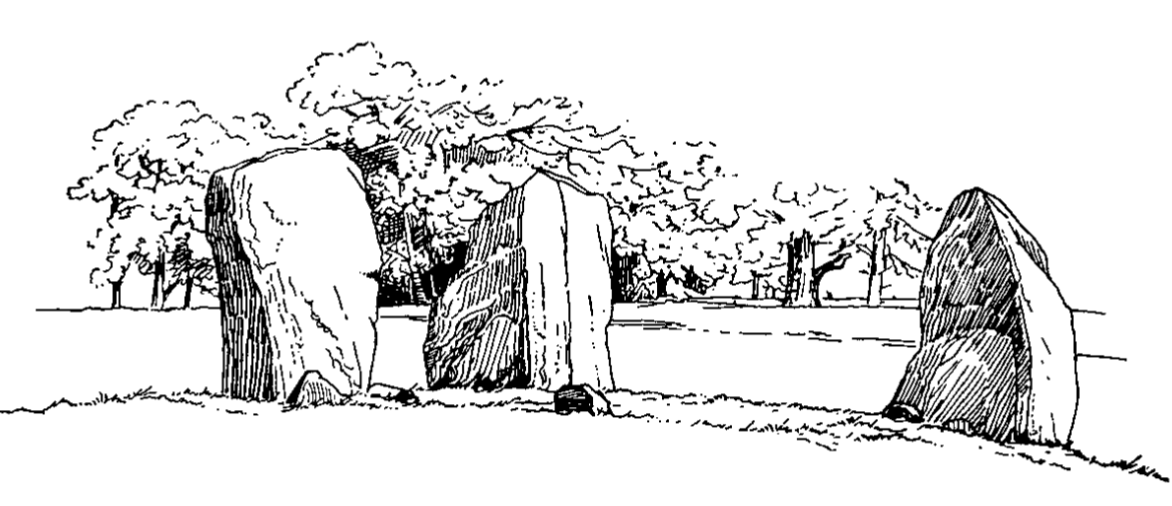
Coullie stone Frederick Coles, 1901
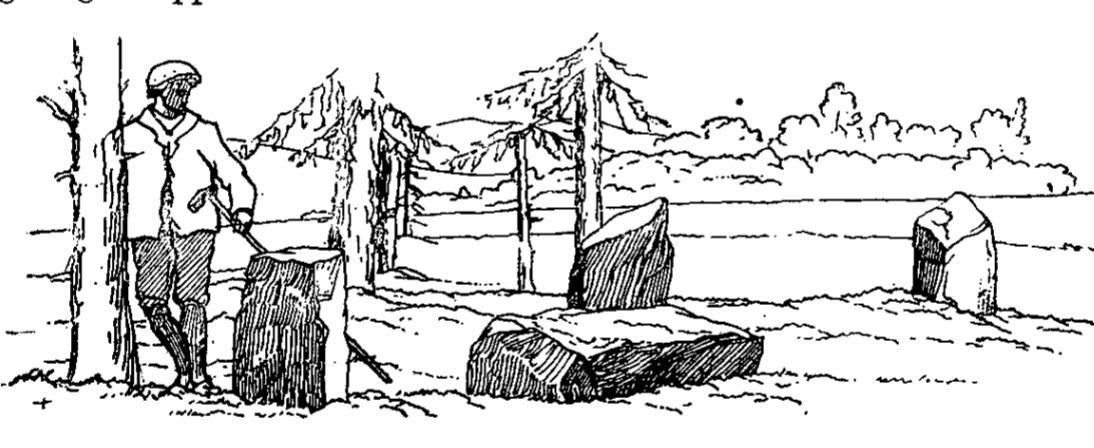
Strone stone Frederick Coles, 1901

## Schottland

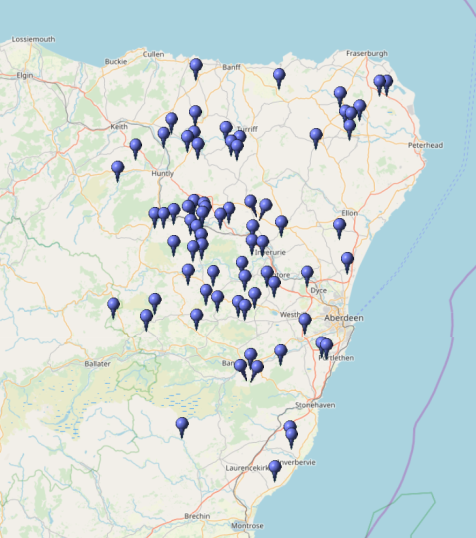
RSC-Steinkreise in Schottland

Es sind etwa 100 dieser Steinkreise bekannt, mit Durchmessern von 15,0 Metern (Steinkreis von Strichen) bis 24,4 Meter. Sie liegen beiderseits des River Dee. Das beste schottische Beispiel ist der Loanhead of Daviot nordwestlich von Inverurie. Die Kreise von Aikey Brae, Balquhain, Berrybrae, Blue Cairn Circle, Cothiemuir Wood, Dunnideer, Kirkton of Bourtie, Nine Stanes, Midmar, Old Keig, Strichen, Sunhoney, Tomnaverie und Tyrebagger sind die ansehnlichsten unter den 65 in Aberdeenshire registrierten Kreisen. Die meisten Kreise wurden zwischen 2300 und 1800 v. Chr. errichtet.

## Aufbau und Chronologie
Das Kreisinnere war normalerweise mit Kieseln gepflastert und enthielt einen kleinen, beim Blue Cairn Circle einen großen Steinhügel. Der Steinkreis von Torhousekie hat eine Steinreihe in der Mitte. Einige Kreise (Balgarthno, Balquhain, Berrybrae, Dunnideer und Rothiemay) zeigen Spuren intentioneller Zerstörung. Shepherd hielt die Steinkreise für den ältesten Bestandteil dieser Anlagen. Die Steinkreise von Tomnaverie, Cothiemuir Wood und Aikey Brae, die Bradley genauer untersuchte, entstanden im späten 3. Jahrtausend v. Chr. als runde Steinhügel mit Steinring (ringkerbs) und wurden später, vermutlich in der Glockenbecherzeit, zu Steinkreisen mit liegendem Stein ausgebaut.
Eine Sonderstellung nimmt der Steinkreis von Cullerlie in Aberdeenshire ein. Er wird als eine Weiterentwicklung der Recumbent Stone Circles gesehen, die in der Region verbreitet sind, obwohl der liegende Stein fehlt. Im Steinkreis wurden acht Cairns errichtet. Es ist möglich, dass diese Entwicklung mit einer Funktionsänderung der Steinkreise zusammenhing.

## Repliken
In den letzten Jahren wurden Repliken von liegenden Steinkreisen errichtet. Zu denen in Originalgröße gehören: Die 2004 errichteten Breemie Stanes in Broomhill, in Skene, eine im Archaeolink Prehistory Park, Oyne (eröffnet 1997) und eine in einem privaten Garten in Corse Hill, Durris. In Mill of Birkenbower liegt ein Miniatursteinkreis mit einem Durchmesser von 5 Metern. Rund 10 Kilometer nordwestlich des Steinkreises von Easter Aquhorthies steht eine moderne Nachbildung eines Steinkreises, die Mitte der 1990er-Jahre von einem örtlichen Landwirt im Stile eines RCS angelegt wurde.

## Axial Stone Circles in Irland
Auch in Irland gibt es Steinkreise, die aus einer ungeraden Anzahl von Steinen bestehen, und bei denen ein besonders gekennzeichneter Stein im Südwesten der Anlage zu finden ist. Die offensichtliche Ähnlichkeit zwischen den Steinkreisen in Schottland mit liegendem Stein und den Axial Stone Circles in Irland und die Tatsache, dass sie mehrere hundert Kilometer voneinander getrennt sind, haben Debatten über die Beziehungen zwischen ihnen erzeugt. Der britische Forscher Aubrey Burl (1926–2009) bezeichnete beide Gruppen als Recumbent Stone Circles. Der irische Archäologe Seán Ó Nualláin arbeitete die Unterschiede zwischen ihnen heraus und prägte für die irische Serie die Begriffe Axial Stone Circles (auch ASC genannt) und Cork-Kerry Stone Circles.
Die Steinkreise der Cork-Kerry-Serie liegen in den Küstenbereichen der Grafschaften Cork und Kerry. Sie sind meist wesentlich kleiner (meist fünfsteinige Kreise) und auch jünger als die meisten schottischen. Sie entstanden etwa um 1800 v. Chr. Im Unterschied zu den Kreisen in Schottland haben sie ein Portal aus zwei großen aufrecht stehenden Steinen, durch das sich eine Achse bis zum gegenüberliegenden Stein legen lässt. Dieser wird daher „axialer Stein“ genannt und entspricht dem „liegenden Stein“ der Steinkreise in Schottland. Die irischen Steinkreise enthalten im Inneren keine Cairns. Gut erhaltene Beispiele sind der 17-Steine-Kreis von Drombeg westlich von Skibbereen und der „8-Steine-Kreis“ von Derreenataggart, beide im County Cork. Kleinere oder beschädigte Kreise liegen bei Ahagilla (auch Bealad) bei Bohonagh, bei Ardgroom, Carrigagrenane, Glantane East, Maunatanvally, Reanascreena und Shronebirrane.